# منطقه چیساگاتا، ناگانو

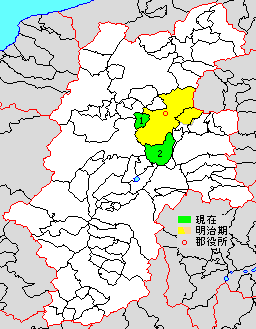
ناحیه چیساگاتا، ناگانو

شهرستان چیساگاتا (به ژاپنی: 小県郡 Chiisagata-gun) یک بخش در استان ناگانو در ژاپن است. بر اساس آمار سال ۲۰۰۶, جمعیت آن بالغ بر ۱۲٬۰۳۹ نفر و مساحت آن ۲۴۱٫۰۴ km² است.